# هو جيا
هو جيا (25 يوليو 1973) ناشط ومعارض صيني حصل على جائزة سخاروف لحرية الفكر عام 2008.

## روابط خارجية
- هو جيا على موقع الموسوعة البريطانية (الإنجليزية)
- هو جيا على موقع مونزينجر (الألمانية)